# 坎伯兰 (罗得岛州)
坎伯兰（Cumberland）是美国罗得岛州普罗维登斯县最东北的城镇，始建于1635年，并于1746年成立，2010年人口普查为33,506人。

## 历史
坎伯兰最初是作为马萨诸塞州伦瑟姆的一部分安置的，这是普利茅斯殖民地向当地的美洲原住民购买的。 它后来作为长期存在的边界争端的一部分转移到罗德岛。 该镇为纪念威廉王子 (坎伯兰公爵)而命名。